# Baja-Bodeneule
Die Baja-Bodeneule (Xestia baja), auch Schwarzpunktierte Erdeule genannt, ist ein Schmetterling (Nachtfalter) aus der Familie der Eulenfalter (Noctuidae).

## Merkmale

### Falter
Die Falter erreichen eine Flügelspannweite von 38 bis 44 Millimetern (35 bis 40 mm). Die Grundfarbe der Vorderflügel variiert normalerweise von rotbraun, hellgraubraun bis ocker. Extreme Farbvarianten können auch hell gelbgrau bis hell gelbbraun gefärbt (forma grisea Tutt) oder sogar einen leicht bläulichen oder violetten Schimmer haben (form coerulescens Tutt). Quer- und Wellenlinien sind häufig undeutlich oder nur schwach angedeutet. Sie sind, wenn sie entwickelt sind, fein gezackt. Dagegen sind die Makeln meist deutlich entwickelt. Beide Makel haben häufig eine dünne weiße Umrandung, selten auch eine dunklere Umrandung. Der Unterteil der Nierenmakel ist manchmal schwärzlich gefüllt. Zwischen Ring- und Nierenmakel befindet sich ein dunklerer Mittelschatten. Selten tritt auch ein Zapfelmakel auf, der vor allem im distalen Bereich deutlich gezeichnet sein kann. Da wo die Wellenlinie an den Vorderrand trifft, befindet sich ein charakteristischer tiefschwarzer, länglicher Fleck, der zuweilen auch als Doppelpunkt ausgebildet sein kann. Die Unterseiten sind rötlich bestäubt. Die Hinterflügel sind dagegen zeichnungslos dunkelgrau, die Fransen schimmern rötlich.

### Ei, Raupe, Puppe
Das Ei hat eine kugelige Form mit abgeflachter Basis und zahlreichen feinen Rippen. Es ist zunächst rein weiß gefärbt und nimmt kurz vor dem Schlüpfen der Jungraupe eine dunkelviolette Tönung an.
Erwachsene Raupen variieren stark in der Färbung und können gelbgraue, braune oder rötliche Exemplare hervorbringen. Sie haben eine plumpe Form, feine, gelbweiße Rücken- und Nebenrückenlinien sowie zahlreiche dunkelbraune Winkelflecke, die im hinteren Bereich deutlicher hervortreten.
Die rotbraune Puppe besitzt zwei Dornen am Kremaster.

### Unterschiede
Das typische Merkmal der Art ist ein tiefschwarzer Fleck an der Stelle, an der die oft völlig verloschene Wellenlinie auf den Vorderrand des Vorderflügels trifft; er kann zuweilen auch als Doppelpunkt ausgebildet sein.

## Geographische Verbreitung und Lebensraum
Die Art kommt in ganz Europa bis zum Polarkreis vor und fehlt lediglich auf den Mittelmeerinseln, in Südspanien, in Süditalien und Südgriechenland. Weiter östlich ist sie durch die gemäßigte Zone bis Ostasien (Russischer Ferner Osten, Japan, Korea und Nordchina), einschließlich der Gebiete Tibets und der Mongolei verbreitet. Im asiatischen Raum wird die Nominatunterart von der ssp. bajula abgelöst. In den Alpen steigt die Nominatform bis auf eine Höhe von etwa 1800 Metern.
Die Baja-Bodeneule bewohnt vorzugsweise Laub-, Misch- und Nadelwälder, Strauch- und Gebüschzonen, Böschungen, Feuchtgebiete sowie Parklandschaften.

## Lebensweise
Die Baja-Bodeneule ist univoltin, d. h., sie bildet nur eine Generation pro Jahr. Hauptflugzeit der nachtaktiven  Falter sind die Monate Juli bis September. In warmen Jahren können die Falter auch schon Ende Juni schlüpfen. Sie besuchen künstliche Lichtquellen sowie den Köder, gelegentlich auch die Blüten von Pfeifengräsern  (Molinia), Greiskräutern (Senecio), des Zwerg-Holunders (Sambucus ebulus) oder des Schmetterlingsflieders (Budleja davidii). Am Tag ruhen die Falter am Boden oder in der Krautschicht, gelegentlich sitzen sie auch an Baumstämmen, Holzzäunen oder Hüttenwänden. Die ebenfalls nachtaktiven Raupen sind ab August zu finden; am Tag ruhen sie am Boden oder in der bodennahen Vegetation. Sie ernähren sich von verschiedenen Pflanzen, dazu zählen:
- Blaues Pfeifengras (Molinia caerulea),
- Hasel (Corylus avellana),
- Schlehdorn (Prunus spinosa),
- Weißes Labkraut (Galium album),
- Wiesensalbei (Salvia pratensis)
- Heidelbeere (Vaccinium myrtillus) sowie
- Himbeere (Rubus idaeus).

Ian Kimber erwähnt noch:
- Gagelstrauch (Myrica gale)
- Rubus sp.

Bergmann berichtet, dass die „kleinen“ Raupen überwintern; allerdings wurden im Oktober auch schon L4-Raupen dokumentiert. Sie vollenden ihre Entwicklung im Frühjahr des folgenden Jahres und verpuppen sich im Mai in einer Erdhöhle oder Erdkokon.

## Gefährdung
Die Baja-Bodeneule kommt in Deutschland verbreitet vor, ist regional zahlreich anzutreffen und wird auf der Roten Liste gefährdeter Arten als nicht gefährdet geführt.

## Taxonomie und Systematik
Die Art wurde unter dem Namen Noctua baja 1775 von Michael Denis und Johann Ignaz Schiffermüller erstmals beschrieben. Aufgrund einer gewissen Farbvariabilität wurden zahlreiche infrasubspezifische Taxa (formae) aufgestellt. Die nach 1930 aufgestellten formae sind nach den Regeln der internationalen zoologischen Nomenklatur nicht verfügbar und können lediglich informell benutzt werden. Die Art wird derzeit in zwei Unterarten unterteilt:
- Xestia baja baja Denis & Schiffermüller, 1775, Europa, Westasien
- Xestia baja bajula Staudinger, 1881, Zentralasien und Ferner Osten